# Khatri Pahar
Khatri Pahar és un turó a la vora del poble de Shydha al districte de Banda a Uttar Pradesh, Índia, a uns 24 km de Banda, i a la proximitat del riu Ken. Té 259 metres d'altura.
En aquest turó hi ha un temple anomenat Angleshwari Devi. Segons la llegenda una deessa, fugint de la persecució d'un parent, va arribar a aquest lloc que fou considerat segur; es va voler aixecar en el turó sobre el seu dit però no va poder amb el seu pes i se'n va anar a Vindyachal; del dit (anguli) va derivar en el nom de Angleshwari.